# 中国国際政治学雑誌
『中国国際政治学雑誌』（ちゅうごくこくさいせいじがくざっし、英語:Chinese Journal of International Politics）は、オックスフォード大学出版局が四半期ごとに発行する、現代的な方法論、歴史研究、政策指向の研究に基づいて国際関係を研究する査読付きの学術誌。論文の多くは中国に関連するもの、または中国の外交政策に影響を与えている 。2006年に創刊され、編集長は閻学通（清華大学）。